# Asplenium erectum
Asplenium erectum är en svartbräkenväxtart som beskrevs av Jean Baptiste Bory de Saint-Vincent och Carl Ludwig Willdenow. Asplenium erectum ingår i släktet Asplenium och familjen Aspleniaceae. Utöver nominatformen finns också underarten A. e. usambarense.